# Schiță (literatură)
Schița este o specie a genului epic, în proză, de dimensiuni reduse, cu o acțiune restrânsă la care participă un număr mic de personaje, în care se redă o întâmplare scurtă și simplă, caracteristică pentru un individ sau pentru viața socială (din italiană schizzo).

## Trăsături ale schiței
- Schița are un caracter dramatizat - de foarte multe ori dialogurile pot fi mai importante decât narațiunea propriu-zisă.
- Acțiunea schiței se desfășoară pe o durată scurtă și are loc, în general, într-un decor unic.
- Personajul principal este caracterizat într-o manieră stilizată, construcția sa fiind realizată din perspectiva unei trăsături interioare.
- Există puține personaje.
- Modul predominant de expunere este narațiunea îmbinată cu dialogul.
- Este ancorată în timp și spațiu prin repere spațio-temporale.
- Acțiunea este redată într-un stil concis.
- Intriga este simplă.

## Autori de schițe

### În literatura universală
Termenul „schiță” este slab reprezentat în alte limbi, rivalizând cu alte concepte, introduse mai târziu și mai intuitive (de exemplu, în limba engleză, schița – sketch story – poate fi ușor asimilată cu short story sau chiar short short story, niciuna dintre cele amintite neavând un corespondent direct în limba română). Din acest motiv, mulți potențiali autori de „schițe” (conform definiției ei românești) vor fi încadrați în alte delimitări. Totuși, câteva nume recunoscute sunt: rusul Anton Cehov, autorul englez Saki și australianul Henry Lawson. (toți au activat la finele secolului al XIX-lea și începutul secolului XX). 

### În literatura română
Perioada de înflorire a genului este aceeași și în cazul literaturii române. Autorul care a desăvârșit acest gen în România este Ion Luca Caragiale, deși specia a fost cultivată anterior și de alți scriitori (Emil Gârleanu, Ioan Alexandru Brătescu-Voinești etc.). Schițele lui Caragiale au fost adunate în volumul Momente, apărut în 1901. Personajele schițelor lui Caragiale sunt selectate din medii variate, pornind din intimitatea familiei și continuând în școală, presă, justiție, viața mondenă sau scena politică.